# Frédéric Hermel
Pour les articles homonymes, voir Hermel.
Frédéric Hermel souvent appelé Fred Hermel, né le 3 février 1970 à Arras (Pas-de-Calais), est un journaliste sportif français.

## Biographie
Petit-fils de paysan, il devient à l'âge de 13 ans orphelin d'un père employé. Dans la rubrique "Le Zapping" de l'émission Estelle Midi, animée par Estelle Denis et diffusée sur RMC, il se déclare catholique. Critiquant la venue du Pape François en Corse : "Je suis, en tant que catholique, outré de ce crachat au visage de la fille aînée de l'Église (la France) par ce pape ! Il va en Corse pour bien dire "je ne vais pas en France, je vais en Corse". Il déteste la France !".

### Les débuts dans le journalisme
En 1989, à l'âge de 19 ans, Fred Hermel fait ses premiers pas dans le journalisme à Radio France Fréquence Nord. Après avoir obtenu un diplôme d'études approfondies (DEA) de communication politique sur la « vision de la France dans la presse espagnole », il rejoint l'Espagne en 1992, à l'âge de 22 ans. Il s'installe à Madrid et devient alors correspondant du journal France-Soir jusqu'en 2001, date à laquelle il commence sa carrière de journaliste sportif,.

### Journaliste sportif
En 2001, l'arrivée de Zinédine Zidane au Real Madrid en provenance de la Juventus de Turin fait tourner la carrière de Fred Hermel vers le sport. Il devient correspondant sportif pour la radio RMC et également correspondant de L'Équipe,,. C'est à lui que l'on doit la plupart des interviews de Zidane en France, qu'il suit, professionnellement, au quotidien pendant son aventure à Madrid et pour qui il éprouve une certaine admiration.
Depuis 2006, il est membre éminent de L'After Foot, émission durant laquelle il intervient en tant que spécialiste du football espagnol. Il en est l'emblème pour ses commentaires parfois excessifs et ses colères légendaires.
En Espagne, Fred Hermel intervient à la radio Cadena SER, ainsi que sur Real Madrid TV. En outre, depuis 2008, il intervient régulièrement dans Punto Pelota, une émission d'informations et de débats sportifs diffusée sur la chaîne Intereconomía TV et présentée par le Catalan Josep Pedrerol.
Reconnu par tous comme un spécialiste du football espagnol, il est donc très présent sur les écrans espagnols, portugais et andorrans. En mars 2012, il est, de plus, la vedette de l'émission L'APM ? Extra de la chaîne catalanophone TV3 et en avril 2013, un épisode de la célèbre émission satirique Alguna pregunta més? (« Encore une question ? ») de cette même chaîne TV3 lui est consacré.
Fred Hermel est régulièrement mêlé à des clashes[Quoi ?] à l'antenne, notamment dans Punto Pelota, où les débats prennent parfois la forme d'une opposition hispano-française. Ainsi, le 10 février 2012, à la suite des sketches controversés des Guignols de l'info sur les sportifs espagnols, Fred Hermel menace de quitter le plateau de l'émission à la suite d'une violente altercation verbale avec le journaliste catalan Quim Domenech,. 
En juin 2016, il reçoit la médaille de chevalier de l’ordre national du Mérite qui lui est remise par Yves Saint-Geours, ambassadeur de France en Espagne, pour « son travail en faveur de la reconnaissance réciproque des mérites sportifs » en tant « qu’ambassadeur du sport français en Espagne et du sport espagnol en France », en présence notamment de Florentino Pérez, président du Real Madrid.

### Autres activités
Fred Hermel a été, en 2006, conseiller spécial du film Zidane, un portrait du XXIe siècle. Il a d'ailleurs publié un ouvrage sur le tournage du film, toujours en 2006, sous forme de portfolio.
Fred Hermel tient également un blog personnel, intitulé « La ville s'endormait », en référence à la chanson La ville s'endormait de son idole Jacques Brel.
Le 24 septembre 2012, il lance Zonemixte.fr, une Web TV entièrement consacrée au football européen, avec les journalistes Philippe Auclair et Thierry Cros.
En août 2021, il intègre l'émission Les Grandes Gueules sur RMC et RMC Story pour y délivrer une chronique quotidienne intitulée C'est ça la France !.

## Supporter de football, de l'Espagne et de Madrid

### Supporter du RC Lens
Originaire du Nord-Pas-de-Calais, Fred Hermel est un fan du RC Lens depuis sa jeunesse. En mai 2014, pour fêter la montée du RC Lens en Ligue 1, il entonne la chanson Les Corons en direct sur l'antenne de RMC.

### L'Espagne et Madrid
Grand amoureux de l'Espagne, de Madrid et de la vie nocturne madrilène,, il ne cache pas son désir de balayer les lieux communs sur un pays qui selon lui, au-delà des succès sportifs, possède de nombreuses richesses,.
Résidant à Madrid, Fred Hermel dispose d'un réseau de contacts au sein de monde du football et de la presse espagnole[réf. souhaitée]. Il entretient notamment de bonnes relations avec le président du Real Madrid Florentino Pérez. Consultant sur Real Madrid TV, il devient, au fil du temps, un véritable supporter du Real Madrid. Ainsi, en 2013, avec quelques amis, il fonde sa propre Peña (groupe de supporters) madrilène. Fred Hermel est également un supporter inconditionnel de Karim Benzema : ainsi lors d'une émission télévisée (El Chiringuito de Jugones) du 29 août 2017, il défend le footballeur français, qui avait été sifflé par le public de Santiago Bernabeu lors d'une prestation décevante (pitada).
Fred Hermel réside désormais en France et est devenu chroniqueur politique sur l’émission de RMC Estelle Midi.

## Ouvrages
- Zinédine Zidane : Un portrait du 21e siècle, Presses de la Cité, 2006  (ISBN 2258071976 et 9782258071971)
- C'est ça la France ! Petit musée joyeux d'un peuple pas comme les autres, Flammarion, 2021.
- Un jour, j'ai été heureux, Fayard, 2023, 216 p.  (ISBN 9782213725383)